# Gerd Brüdern
Gerd Brüdern (7 de junio de 1920 - 20 de enero de 1968) fue un actor alemán.

## Biografía
Nacido en Oebisfelde, Alemania, Brüdern fue fundamentalmente un actor teatral, aunque también participó en producciones televisivas y cinematográficas. En 1956 trabajó con Fritz Kortner y Karl Paryla en una representación de Fausto. 
Brüdern trabajó como actor y director en el Teatro de Cámara de Múnich y en el Bayerisches Staatsschauspiel. Además, durante más de 15 años, desde 1952 hasta el momento de su muerte,  dirigió la Academia Teatral Otto Falckenberg, una de las más importantes del mundo de habla alemana.
Gerd Brüdern falleció en Múnich, Alemania, en el año 1968. Fue enterrado en el Cementerio Bogenhausener Friedhof de Múnich.

## Filmografía[1]
- 1950 : Kronjuwelen
- 1951 : Dr. Holl
- 1955 : Der grüne Kakadu (telefilm)
- 1957 : Der gläserne Turm
- 1957 : Der Banditendoktor (telefilm)
- 1958 : Auferstehung
- 1959 : Isobel (telefilm)
- 1959 : Raskolnikoff (telefilm)
- 1962 : Mord im Dom (telefilm)
- 1963 : Der Nachfolger (telefilm)
- 1963 : Das Kriminalmuseum (serie TV), un episodio
- 1966 : Rette sich, wer kann oder Dummheit siegt überall (telefilm)